# Stridsutmattning

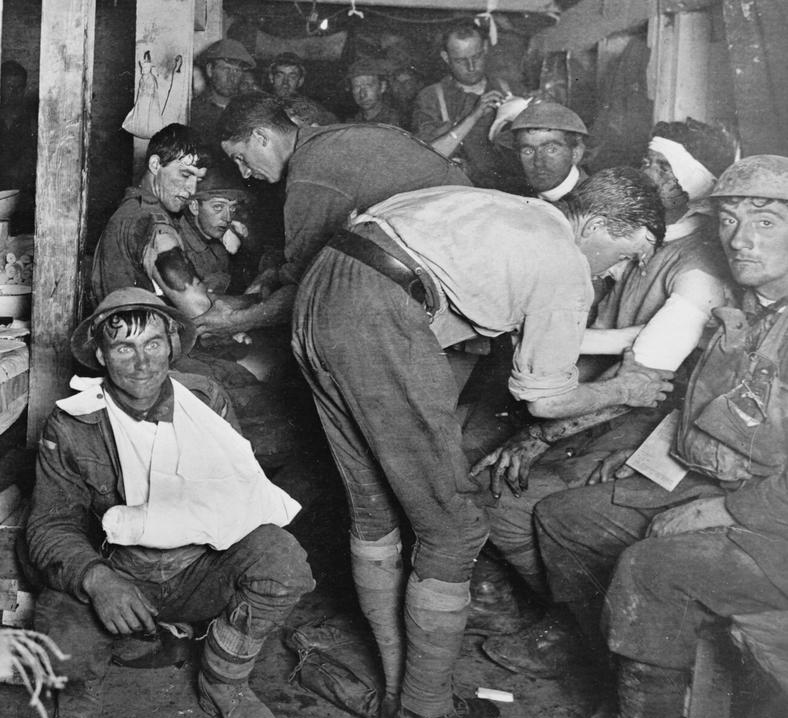
Soldaten till vänster lider av stridsutmattning. Bilden är tagen under första världskriget

Stridsutmattning (även stridströtthet) är en akut stressreaktion på psykiskt trauma som har samband med strid. Stridsutmattning uppträder oftast som en följd av en lång period av psykisk spänning, till exempel långvariga strider utan möjlighet till återhämtning. Plötsliga händelser, såsom en granat som nästan träffar, kan utlösa tillståndet.

## Symptom och behandling
Symtomen varierar men kan innefatta kraftig förvirring, handlingsförlamning, svårigheter att fatta beslut och extrem trötthet. I tidiga skeden förekommer sömnlöshet, spänningshuvudvärk och irritabilitet. Stridsutmattning klassificeras i ICD-10 som akut stressreaktion.
Faktorer som förebygger stridsutmattning är god moral, tillgång till mat och vila, tilltro till befälen och den egna förmågan, samt kunskap om normala psykiska reaktioner i strid. Genomgångar efter strid (debriefing) förebygger stridsutmattningen[källa behövs]. 
Behandlingen av de drabbade sker i de flesta fall inom eller nära det egna förbandet och bör inledas så snart stridsutmattning konstaterats. Viktiga faktorer är möjlighet till vila och uttalade förväntningar att den drabbade kommer att återvända till sitt förband.

## Relaterat begrepp
Begreppet är relaterat till det liknande syndromet krigsneuros eller granatchock. Detta begrepp (engelska: shell shock) myntades i samband med första världskrigets skyttegravskrig och dess effekter på de stridande soldaterna. De drabbade soldaterna anklagades då för feghet, ibland med risk för att bli arkebuserade.